# Confessions on a Dance Floor
Confessions on a Dance Floor je studiové album Madonny.
Vyšlo po dvouleté přestávce po nepříliš úspěšném albu American Life. Na jeho tvorbě se výrazně podílel producent Stuart Price, známý také jako Jacques Lu Cont, Thin White Duke, Man With Guitar nebo člen formace Les Rhytmes Digitales. Byl rovněž hudebním dramaturgem turné Drowned World Tour (2001) a Re-Invention Tour (2004). Dalšími producenty jsou Mirwais Ahmadzai (spolupracoval i na albech Music a American Life), duo Bloodshy & Avant a duo Bagge & Peer. Dodatečné vokály do písní Isaac poskytl Yitzak Sinwani.
V písni Hung Up, která se stala velkým komerčním hitem, Madonna použila sampl z písně Gimme, Gimme, Gimme od švédské skupiny ABBA. Jméno písně Isaac vzniklo překladem jména Yitzak a řeší strach, vztahy a vstup do neznáma (v hebrejštině).
Madonna v tomto albu dobře renovuje taneční hudbu pro současnou dobu. Pohybuje se jednou nohou v retro stylu a druhou ve zvuku Future disco. Celé album je dostupné v několika rozdílných formátech se silnou podporou digitálního přehrávače iTunes.
Album Confessions on a Dance Floor se stalo výraznou událostí v nejméně 43 zemích světa a na celém světě se ho do této chvíle prodalo přibližně 12 milionů kopií. Vydavatelskou společností je Warner Bros. Records.

## Seznam písniček
| Pořadí | Název           | Hudba                   | Text                                         | Délka |
| ------ | --------------- | ----------------------- | -------------------------------------------- | ----- |
| 1.     | Hung Up         | Price                   | Stuart Price, Benny Andersson, Björn Ulvaeus | 5:36  |
| 2.     | Get Together    | Price                   | Anders Bagge, Peer Åström, Price             | 5:30  |
| 3.     | Sorry           | Price                   | Price                                        | 4:43  |
| 4.     | Future Lovers   | Ahmadzaï                | Mirwais Ahmadzaï                             | 4:51  |
| 5.     | I Love New York | Price                   | Price                                        | 4:11  |
| 6.     | Let It Will Be  | Price                   | Ahmadzaï, Price                              | 4:18  |
| 7.     | Forbidden Love  | Price                   | Price                                        | 4:22  |
| 8.     | Jump            | Price                   | Joe Henry, Price                             | 3:46  |
| 9.     | How High        | Bloodsky & Avant, Price | Bloodshy & Avant, Henrik Jonback             | 4:40  |
| 10.    | Issac           | Price                   | Price                                        | 6:03  |
| 11.    | Push            | Price                   | Price                                        | 3:57  |
| 12.    | Like It or Not  | Bloodshy & Avant        | Karlsson, Winnberg, Jonback                  | 4:31  |

### Bonusy
| Pořadí | Název           | Hudba    | Text     | Délka |
| ------ | --------------- | -------- | -------- | ----- |
| 13.    | Fighting Spirit | Ahmadzaï | Ahmadzaï | 3:32  |
| 14.    | Super Pop       | Ahmadzaï | Ahmadzaï | 3:42  |

## Umístění
| Hitparáda(2005) | Umístění |
| --------------- | -------- |
| Argentina       | 1        |
| Austrálie       | 1        |
| Rakousko        | 1        |
| Belgie          | 1        |
| Brazílie        | 1        |
| Kanada          | 1        |
| Chile           | 1        |
| Kolumbie        | 2        |
| Kypr            | 1        |
| Dánsko          | 1        |
| IEkvádor        | 3        |
| Estonsko        | 1        |
| Finsko          | 1        |
| Francie         | 1        |
| Německo         | 1        |
| Řecko           | 1        |
| Maďarsko        | 1        |
| Irsko           | 1        |
| Izrael          | 1        |
| Itálie          | 1        |
| Japonsko        | 5        |
| Libanon         | 1        |
| Malajsie        | 8        |

| Hitparáda (2005)        | Umístění |
| ----------------------- | -------- |
| Mexiko                  | 3        |
| Nizozemsko              | 1        |
| Nový Zéland             | 5        |
| Norsko                  | 1        |
| Peru                    | 1        |
| Filipíny                | 1        |
| Polsko                  | 1        |
| Portugalsko             | 1        |
| Srbsko a Černá Hora     | 1        |
| Slovensko               | 4        |
| Jižní Korea             | 3        |
| Španělsko               | 1        |
| Švédsko                 | 1        |
| Švýcarsko               | 1        |
| Tchaj-wan               | 1        |
| Thajsko                 | 1        |
| Turecko                 | 1        |
| Spojené arabské emiráty | 1        |
| Ukrajina                | 1        |
| Velká Británie          | 1        |
| Uruguay                 | 1        |
| USA                     | 1        |

| Prodejnost | Počet     |
| ---------- | --------- |
| Celkem     | 8,500,000 |